# Яцишин Петро Степанович
Петро́ Степа́нович Яци́шин (нар. 11 липня 1992) — український військовослужбовець, майор 25 ОПДБр Збройних сил України, учасник російсько-української війни. Повний лицар ордена Богдана Хмельницького.

## Життєпис
Петро Яцишин народився 11 липня 1992 року.
Командир групи 25-ї окремої повітрянодесантної бригади Збройних сил України. Під час російсько-української війни на сході України виконував рейдово-пошукові дії Артемівськ — Дебальцеве — Вуглегірськ — Жданівка — Нижня Кринка. Особисто капітан Петро Яцишин визначив місце встановлення заряду та провів розминування двох мостів. Учасник бойових дій щодо утримання населеного пункту Авдіївка.

## Нагороди
- орден Богдана Хмельницького I ступеня (1 лютого 2023) — за особисту мужність і самовіддані дії, виявлені у захисті державного суверенітету та територіальної цілісності України, вірність військовій присязі[2];
- орден Богдана Хмельницького II ступеня (15 квітня 2022) — за особисту мужність і самовіддані дії, виявлені у захисті державного суверенітету та територіальної цілісності України, вірність військовій присязі[3];
- орден Богдана Хмельницького III ступеня (1 серпня 2016) — за особисту мужність і високий професіоналізм, виявлені у захисті державного суверенітету та територіальної цілісності України, вірність військовій присязі[4].

## Військові звання
- майор (на 15.4.2022);
- капітан[1];
- старший лейтенант (на 1.8.2016).